# DFB-Hallenpokal der Frauen
Der DFB-Hallenpokal der Frauen war die offizielle deutsche Hallenmeisterschaft im Frauenfußball. Der Wettbewerb wurde von 1994 bis 2015 ausgetragen und wurde bis einschließlich 2006 Oddset-Cup genannt. Amtierender und zugleich letzter Titelträger ist der Bayer 04 Leverkusen. Rekordsieger mit sieben Erfolgen sind der 1. FFC Frankfurt und der 1. FFC Turbine Potsdam.

## Geschichte
Bei der ersten Ausrichtung 1994 wurde der Hallenpokal noch inoffiziell ausgetragen, erst ein Jahr später erkannte der DFB den Wettbewerb offiziell an. Nach zunächst wechselnden Veranstaltungsorten fand das Turnier von 2000 bis 2008 in der Hardtberghalle in Bonn statt, ab 2009 in der GETEC Arena in Magdeburg. Wegen der im selben Jahr in Deutschland stattfindenden Weltmeisterschaft wurde der Hallenpokal 2011 nicht ausgetragen. Ab 2016 schrieb die FIFA ihren Verbände die Durchführung aller offiziellen Hallenwettbewerbe nach Futsalregeln vor. Da die zwölf Bundesligisten diese Vorgabe ablehnten, wurde der Hallenpokal 2015 letztmals ausgetragen; einen Nachfolgewettbewerb gibt es bisher nicht.
Der Sieger erhielt ein Preisgeld von 5000 Euro. Der Finalist erhielt 3000 Euro, während die unterlegenen Halbfinalisten jeweils 1500 Euro erhielten. Jeder Teilnehmer erhielt unabhängig vom sportlichen Abschneiden ein Startgeld in Höhe von 10.000 Euro. Der Sieger des Hallenpokals wurde bisher sechsmal auch deutscher Meister und sieben Mal Pokalsieger; fünf Mal gelang sogar das Double.

## Modus
Für den DFB-Hallenpokal qualifizieren sich die zwölf Mannschaften der jeweils laufenden Bundesligasaison. Nach zuvor mehrfach gewechselten Modi wurden die Mannschaften ab 2006 in drei Gruppen zu je vier Mannschaften aufgeteilt. Für die Einteilung war die Tabelle nach dem 10. Spieltag maßgebend, unabhängig von etwaigen Nachholspielen. In Gruppe A spielten der Tabellenführer, der Sechste, der Siebte und der Tabellenletzte, in Gruppe B der Tabellenzweite, der Fünfte, der Achte und der Elfte, in Gruppe C alle übrigen Mannschaften.
Innerhalb der Gruppen spielte jede Mannschaft einmal gegen jede andere. Nach der Vorrunde qualifizierten sich die Gruppensieger, die Gruppenzweiten und die zwei besten Gruppendritten für das Viertelfinale. Ab dem Viertelfinale wurden die Spiel im K.-o.-System ausgetragen. Stand es nach der regulären Spielzeit unentschieden, folgte ein Neunmeterschießen.

## Endspiele und Sieger
| Jahr | Austragungsort    | Sieger                 | Ergebnis  | Finalist               |
| ---- | ----------------- | ---------------------- | --------- | ---------------------- |
| 1994 | Koblenz           | Grün-Weiß Brauweiler   | 5:4 n. V. | TSV Siegen             |
| 1995 | Koblenz           | FSV Frankfurt          | 6:2       | FC Rumeln-Kaldenhausen |
| 1996 | Koblenz           | FC Rumeln-Kaldenhausen | 3:2       | TSV Siegen             |
| 1997 | Frankfurt am Main | SG Praunheim           | 4:3 n. N. | FSV Frankfurt          |
| 1998 | Frankfurt am Main | SG Praunheim           | 5:1       | FSV Frankfurt          |
| 1999 | Dessau            | 1. FFC Frankfurt       | 5:1       | FCR Duisburg           |
| 2000 | Bonn              | FCR Duisburg           | 4:3 n. N. | Sportfreunde Siegen    |
| 2001 | Bonn              | Sportfreunde Siegen    | 2:0       | FFC Brauweiler Pulheim |
| 2002 | Bonn              | 1. FFC Frankfurt       | 1:0       | FC Bayern München      |
| 2003 | Bonn              | FFC Heike Rheine       | 1:0       | SC 07 Bad Neuenahr     |
| 2004 | Bonn              | 1. FFC Turbine Potsdam | 1:0       | Hamburger SV           |
| 2005 | Bonn              | 1. FFC Turbine Potsdam | 5:3       | 1. FFC Frankfurt       |
| 2006 | Bonn              | 1. FFC Frankfurt       | 1:0       | FCR 2001 Duisburg      |
| 2007 | Bonn              | 1. FFC Frankfurt       | 2:1       | Hamburger SV           |
| 2008 | Bonn              | 1. FFC Turbine Potsdam | 2:1       | FCR 2001 Duisburg      |
| 2009 | Magdeburg         | 1. FFC Turbine Potsdam | 2:1       | Hamburger SV           |
| 2010 | Magdeburg         | 1. FFC Turbine Potsdam | 3:0       | FC Bayern München      |
| 2012 | Magdeburg         | 1. FFC Frankfurt       | 4:0       | FCR 2001 Duisburg      |
| 2013 | Magdeburg         | 1. FFC Turbine Potsdam | 2:1       | VfL Wolfsburg          |
| 2014 | Magdeburg         | 1. FFC Turbine Potsdam | 7:6 n. N. | 1. FFC Frankfurt       |
| 2015 | Magdeburg         | Bayer 04 Leverkusen    | 1:0       | VfL Wolfsburg          |

### Rangliste der Sieger
| Rang | Verein                   | Siege | Jahr(e)                                  |
| ---- | ------------------------ | ----- | ---------------------------------------- |
| 1    | 1. FFC Frankfurt A       | 7     | 1997, 1998, 1999, 2002, 2006, 2007, 2012 |
| 1    | 1. FFC Turbine Potsdam   | 7     | 2004, 2005, 2008, 2009, 2010, 2013, 2014 |
| 3    | FCR 2001 Duisburg B      | 2     | 1996, 2000                               |
| 4    | FFC Brauweiler Pulheim C | 1     | 1994                                     |
| 4    | FSV Frankfurt            | 1     | 1995                                     |
| 4    | Sportfreunde Siegen D    | 1     | 2001                                     |
| 4    | FFC Heike Rheine         | 1     | 2003                                     |
| 4    | Bayer 04 Leverkusen      | 1     | 2015                                     |

## Auszeichnungen
Bei jedem Turnier wurden die beste Spielerin, die Torschützenkönigin, die beste Torhüterin und seit 2008 die fairste Mannschaft ausgezeichnet.
| Jahr | Beste Spielerin           | Beste Spielerin           | Torschützenkönigin                 | Torschützenkönigin        | Beste Torhüterin          | Beste Torhüterin          | Fair-Play-Wertung         |
| Jahr | Spielerin                 | Verein                    | Spielerin (Tore)                   | Verein                    | Spielerin                 | Verein                    | Fair-Play-Wertung         |
| ---- | ------------------------- | ------------------------- | ---------------------------------- | ------------------------- | ------------------------- | ------------------------- | ------------------------- |
| 1994 | Bettina Wiegmann          | Grün-Weiß Brauweiler      | Steffi Jones (10)                  | SG Praunheim              | Christine Francke         | TuS Ahrbach               | nicht vergeben            |
| 1995 | Melanie Lasrich           | TuS Ahrbach               | Melanie Lasrich (10)               | TuS Ahrbach               | Elke Walther              | VfL Sindelfingen          | nicht vergeben            |
| 1996 | Maren Meinert             | FC Rumeln-Kaldenhausen    | Maren Meinert (8)                  | FC Rumeln-Kaldenhausen    | Nina Trautmann            | TuS Niederkirchen         | nicht vergeben            |
| 1997 | Doris Fitschen            | SG Praunheim              | Maren Meinert (5)                  | FC Rumeln-Kaldenhausen    | Katja Kraus               | FSV Frankfurt             | nicht vergeben            |
| 1998 | Doris Fitschen            | SG Praunheim              | Claudia Müller (8)                 | SG Praunheim              | Marleen Wissink           | SG Praunheim              | nicht vergeben            |
| 1999 | Kerstin Garefrekes        | FFC Heike Rheine          | Kerstin Garefrekes (6)             | FFC Heike Rheine          | Alexandra Schwald         | SC Freiburg               | nicht vergeben            |
| 2000 | Bettina Wiegmann          | Grün-Weiß Brauweiler      | Carmen Schäfer (6)                 | SC 07 Bad Neuenahr        | Michelle Voilland         | 1. FC Saarbrücken         | nicht vergeben            |
| 2001 | Renate Lingor             | 1. FFC Frankfurt          | Carmen Schäfer (5)                 | SC 07 Bad Neuenahr        | Melanie Höfkes            | FFC Flaesheim-Hillen      | nicht vergeben            |
| 2002 | Renate Lingor             | 1. FFC Frankfurt          | Jennifer Zietz (4)                 | 1. FFC Turbine Potsdam    | Andrea Schaller           | SC 07 Bad Neuenahr        | nicht vergeben            |
| 2003 | Melanie Hoffmann          | FCR 2001 Duisburg         | Inka Grings (6) Martina Müller (6) | SC 07 Bad Neuenahr        | Alexandra Schwald         | SC Freiburg               | nicht vergeben            |
| 2004 | Kerstin Garefrekes        | FFC Heike Rheine          | Kerstin Garefrekes (6)             | FFC Heike Rheine          | Nadine Angerer            | 1. FFC Turbine Potsdam    | nicht vergeben            |
| 2005 | Melanie Behringer         | SC Freiburg               | Viola Odebrecht (6)                | 1. FFC Turbine Potsdam    | Ursula Holl               | FSV Frankfurt             | nicht vergeben            |
| 2006 | Renate Lingor             | 1. FFC Frankfurt          | Isabell Bachor E (6)               | SC 07 Bad Neuenahr        | Kerstin Wasems            | SC 07 Bad Neuenahr        | nicht vergeben            |
| 2007 | Isabell Bachor            | SC 07 Bad Neuenahr        | Kerstin Garefrekes (6)             | 1. FFC Frankfurt          | Nadine Angerer            | 1. FFC Turbine Potsdam    | nicht vergeben            |
| 2008 | Linda Bresonik            | SG Essen-Schönebeck       | Linda Bresonik F (5)               | SG Essen-Schönebeck       | Ulrike Schmetz            | FC Bayern München         | SC Freiburg               |
| 2009 | Melanie Hoffmann          | SG Essen-Schönebeck       | Isabel Kerschowski (5)             | 1. FFC Turbine Potsdam    | Ursula Holl               | SC 07 Bad Neuenahr        | SC Freiburg               |
| 2010 | Fatmire Bajramaj          | 1. FFC Turbine Potsdam    | Alexandra Popp (5)                 | FCR 2001 Duisburg         | Kathrin Längert           | FC Bayern München         | SC Freiburg               |
| 2011 | Turnier nicht ausgetragen | Turnier nicht ausgetragen | Turnier nicht ausgetragen          | Turnier nicht ausgetragen | Turnier nicht ausgetragen | Turnier nicht ausgetragen | Turnier nicht ausgetragen |
| 2012 | Dzsenifer Marozsán        | 1. FFC Frankfurt          | Dzsenifer Marozsán (6)             | 1. FFC Frankfurt          | Almuth Schult             | SC 07 Bad Neuenahr        | Bayern München            |
| 2013 | Antonia Göransson         | 1. FFC Turbine Potsdam    | Genoveva Añonma (6)                | 1. FFC Turbine Potsdam    | Anna Felicitas Sarholz    | 1. FFC Turbine Potsdam    | VfL Sindelfingen          |
| 2014 | Dzsenifer Marozsán        | 1. FFC Frankfurt          | Linda Dallmann G (4)               | SGS Essen                 | Lisa Schmitz              | Bayer 04 Leverkusen       | BV Cloppenburg            |
| 2015 | Dzsenifer Marozsán        | 1. FFC Frankfurt          | Dzsenifer Marozsán (5)             | 1. FFC Frankfurt          | Lisa Schmitz              | Bayer 04 Leverkusen       | SC Sand                   |